# 大巴爾馬山

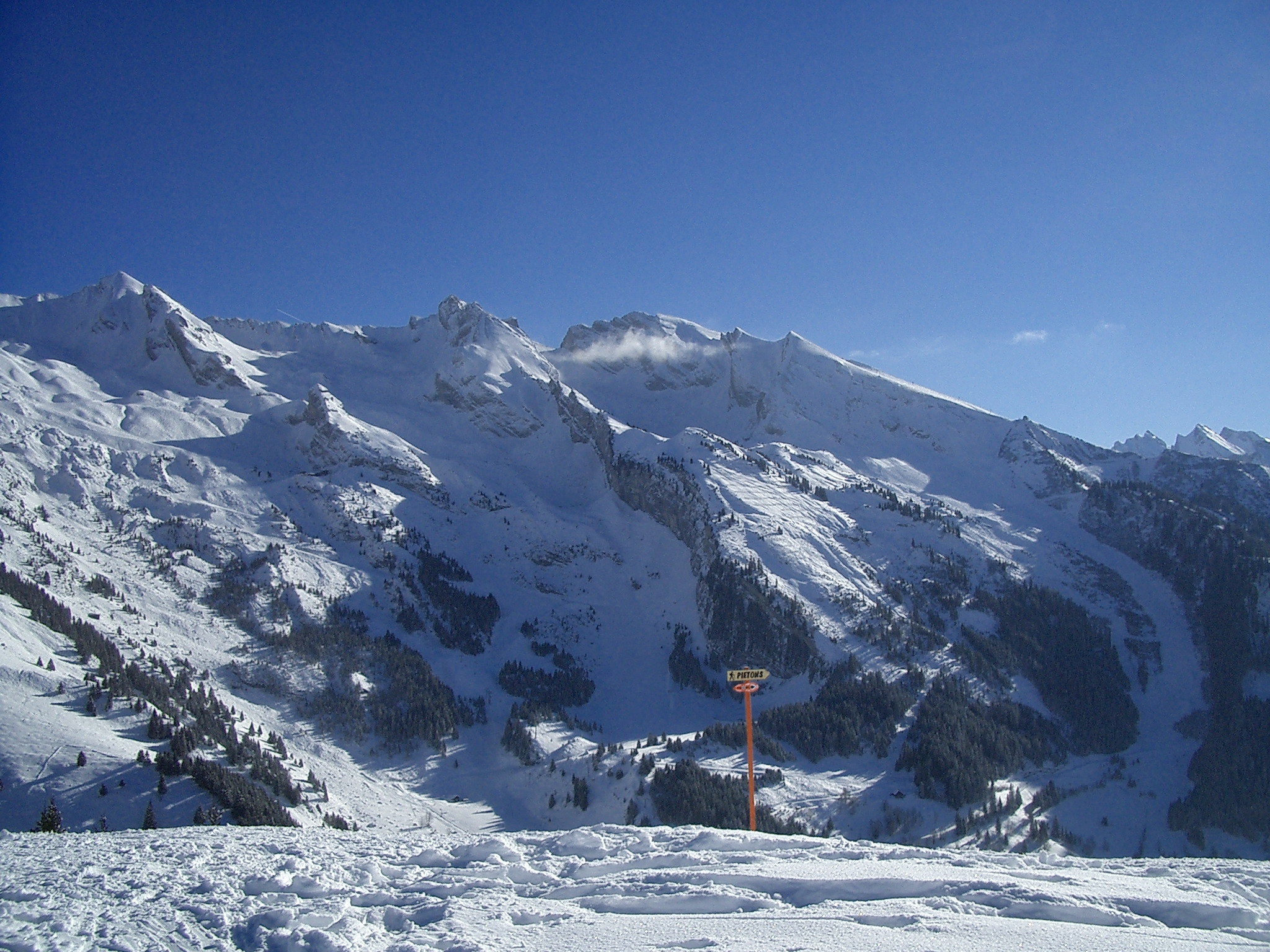

45°53′35″N 06°29′47″E / 45.89306°N 6.49639°E
大巴爾馬山（法語：Grande Balmaz），是法國的山峰，位於該國東部，由奧文尼-隆-阿爾卑斯大區負責管轄，屬於阿拉維山脈的一部分，海拔高度2,616米，山體由沉積岩組成。